# Merel Maes
Merel Maes (né le 22 janvier 2005) est une athlète belge, spécialiste du saut en hauteur.

## Biographie
En 2021, elle remporte les championnats de Belgique d'athlétisme. En 2021, elle remporte de nouveau les championnats de Belgique, cette fois-ci en salle, en établissant un nouveau record de Belgique U18 avec une performance d'1,91 m. Cette performance lui permet de participer aux championnats d'Europe en salle de Toruń.
Depuis 2021, Maes est entraînée par Fernando Oliva, qui est également l'entraîneur de Noor Vidts.
En novembre 2024, elle remporte le spike d'or du meilleur espoir féminin.
En août 2025, elle bat son record personnel le portant à 1,97 m au cours des Championnats de Belgique d'athlétisme 2025 à Bruxelles. Par la même occasion, elle se qualifie pour les Championnats du monde d'athlétisme 2025 à Tokyo.
En parallèle de l'athlétisme, elle pratique aussi le football.

## Palmarès
| Date | Compétition                    | Lieu    | Résultat | Marque |
| ---- | ------------------------------ | ------- | -------- | ------ |
| 2021 | Championnats d'Europe en salle | Toruń   | 15e      | 1,87 m |
| 2021 | Championnats du monde juniors  | Nairobi | 5e       | 1,84 m |

| Date | Compétition                       | Lieu             | Résultat | Marque |
| ---- | --------------------------------- | ---------------- | -------- | ------ |
| 2020 | Championnats de Belgique          | Bruxelles        | 1re      | 1,84 m |
| 2021 | Championnats de Belgique en salle | Louvain-la-Neuve | 1re      | 1,91 m |
| 2025 | Championnats de Belgique          | Bruxelles        | 1re      | 1,97 m |

## Records
| Épreuve         | Épreuve   | Marque | Lieu             | Date            |
| --------------- | --------- | ------ | ---------------- | --------------- |
| Saut en hauteur | Plein air | 1,97 m | Bruxelles        | 2 août 2025     |
| Saut en hauteur | En salle  | 1,91 m | Louvain-la-Neuve | 20 février 2021 |

## Distinctions
- 2024 : Spike d'or du meilleur espoir féminin